# Union Prayer Book
L'Union Prayer Book est un siddour (livre de prières) publié par la Central Conference of American Rabbis (CCAR) pour répondre aux besoins du mouvement du judaïsme réformé aux États-Unis.  

## Historique
La première version du livre de prières est publiée en 1892, basée sur le livre de prière Minhag America, écrit en 1847 par le rabbin Isaac Mayer Wise. Lors de sa sortie, un groupe du mouvement réformé, conduit par le rabbin David Einhorn de Baltimore cherche à y ajouter de plus grands changements, et l'édition de 1892 est rappelée à grand prix.
L'édition de 1895 est rédigée par le rabbin Kaufmann Kohler, auteur de la Plate-forme de Pittsburgh de 1885 qui établit les principes de la Réforme classique. Cette version élimine les concepts traditionnels de peuple juif comme peuple élu, d'un Messie propre, de la résurrection et du retour en Terre Sainte. Les références concernant le rôle du Grand-Prêtre et des offrandes sacrificielles sont retirées, principalement par la suppression du service de Moussaf le chabbat et les jours de fête. Les offices dans l'Union Prayer Book sont structurés de façon que la participation des   fidèles soit réduite et que la plupart des prières soient déléguées au rabbin et au chœur. Des instructions précises indiquent quand les fidèles doivent se lever ou se rasseoir. En juillet 1895, le comité de publication de la Conférence centrale des rabbins américains annonce que le premier et le second volume de l'Union Prayer Book sont parus et qu'ils sont utilisés « dans 55 des communautés les plus importantes des États-Unis », dans 23 États, deux mois seulement après leur introduction.
Judah Leon Magnes, rabbin associé de la communauté Emanu-El de Manhattan à New York, délivre un sermon de Pessa'h en 1910 dans lequel il prône des modifications du rituel réformé afin d'inclure certains éléments du judaïsme orthodoxe, exprimant ses craintes que les membres les plus jeunes de la communauté pourraient être tentés de rechercher la spiritualité qu'ils ne peuvent obtenir chez  Emanu-El, dans d'autres religions. Il s'exprime en faveur du rétablissement de la cérémonie de la  Bar Mitzvah et critique la pétrification de l'Union Prayer Book, proposant un retour au livre de prières traditionnel, qui reflète « les aspirations religieuses de générations innombrables de nos ancêtres ». Dans un sermon en mai 1910, le rabbin Kaufmann Kohler défend l'Union Prayer Book et répond aux critiques du rabbin Magnes, en soulignant que « tout ce qui était inspirateur et édifiant dans l'ancien livre de prières a été conservé dans l'Union Prayer Book », qui reflète « le fruit mûr d’un demi-siècle de labeur par les génies de la Réforme ».
Les éditions de 1918 (révisée) et de 1940 (récemment révisée) de l'Union Prayer Book ont pour but de s'adapter aux « demandes des communautés conservatives dans la mesure où celles-ci n'entrent pas en conflit avec les principes de la Conférence », en changeant entre autres le mot Minister (Pasteur) dans la première et seconde édition par le mot Reader (Lecteur) dans celle de 1940. L'édition de 1940 met davantage l'accent sur le peuple juif, en conformité avec la plate-forme de la Réforme de 1937 qui supporte la création  d'un foyer pour le peuple juif en Palestine.  

## Modifications ultérieures du livre de prières
Lors d'une réunion des responsables de la Réforme en Amérique et au Canada, qui s'est tenue en juin 1966 à Toronto, le Comité sur la liturgie du CCAR annonce qu'il commence une réévaluation et une recherche dans le but d'une réécriture de l'Union Prayer Book.
À la 78e assemblée annuelle du CCAR en juin 1967, tenue à l'Ambassador Hotel à Los Angeles, des discussions se sont déroulées concernant le remplacement ou la révision de l'Union Prayer Book. Le rabbin Joseph Narot, qui avait travaillé sur le projet, fait remarquer que l'Union Prayer Book avait été révisé 30 ans auparavant, « avant la Shoah, avant la bombe atomique et avant la conquête spatiale », et qu'il ne prenait pas en compte « les questions théologiques et morales soulevées par ces événements considérables ».  Une étude du livre de prières par le rabbin Jack Bemporad comporte des critiques aiguës sur plusieurs aspects de l'Union Prayer Book.
Avec l'intérêt grandissant pour le sionisme et la réflexion sur la Shoah dans les années 1960, ainsi qu'au sursaut de la fierté juive à la suite de la guerre des Six Jours, il apparait évident que l'Union Prayer Book n'est plus adapté. Le CCAR édite une version mise à jour, rédigée par le rabbin Chaim Stern, dans le cadre du comité présidé par le rabbin A. Stanley Dreyfus. Le nouveau Gates of Prayer, the New Union Prayer Book est annoncé en octobre 1975 en remplacement de l'Union Prayer Book. Il incorpore plus de textes en hébreu et est actualisé de façon à être plus accessible aux fidèles modernes.  
En 2000, la communauté Sinai de Chicago, Illinois, publie aussi une autre version révisée de l'Union Prayer Book, qui modernise l'anglais élisabéthain des versions précédentes, tout en essayant de conserver la prose poétique et distinguée de l'original. En plus, la liturgie est mise à jour pour aborder et refléter la Shoah et la création de l'État d'Israël, qui ne s'étaient pas encore produites lors de l'édition de 1940. Seule une poignée de communautés ultralibérales ont adopté l'édition de Sinai, les autres préférant utiliser  Gates of Prayer ou Mishkan Tefillah qui représentent plus les tendances néo-traditionalistes du mouvement réformé.